# Айделмен, Клифф
Клифф Айделмен (англ. Cliff Eidelman; родился 5 декабря 1967 года в Лос-Анджелесе, Калифорния) — американский композитор и дирижёр, написавший музыку для многих кинофильмов, например, таких, как «Звёздный путь 6: Неоткрытая страна» и «Христофор Колумб: Завоевание Америки».

## Карьера
Клифф начал учиться играть на скрипке, когда ему было восемь лет. Потом, в молодости, стал изучать и другие инструменты, от фортепиано до гитары, в жанрах от джаза до классической музыки. В 1988 году, после изучения музыки в колледже Санта-Моники (англ. Santa Monica College) и университете Южной Калифорнии (англ. University of Southern California), он написал музыку к своему первому фильму «Магдалена» (англ. Magdelene).
После того, как режиссёр Ричард Пирс услышал музыку Магдалены, он попросил своих продюсеров позвонить Айделмену в тот же день, чтобы предложить ему написать композицию к фильму «Мертвец вышел» (1988), который в последующем принёс ему номинацию на премию Ace.
Мрачная хоровая композиция, написанная Клиффом к фильму «Звёздный путь 6: Неоткрытая страна» в 1991 году, стала прорывом и вознесла его до положения звезды. Музыка к шестому по счёту полнометражному фильму во вселенной «Звёздный путь» была написана Клиффом в 26 лет.
В последующие годы Айделмен продолжил создавать драматические и эпические музыкальные композиции к фильмам, к таким как, например, «Христофор Колумб: Завоевание Америки». Со временем стиль его композиций стал более сентиментальным и минималистичным, как и фильмы, для которых они создаются.
В настоящее время Клифф Айделмен живёт в Санта-Монике, в Калифорнии, и продолжает писать музыку.

## Избранная фильмография
- «Магдалена» (англ. Magdelene) (1988)
- «Триумф духа» (англ. Triumph of the Spirit) (1989)
- «Звёздный путь 6: Неоткрытая страна» (англ. Star Trek VI: The Undiscovered Country) (1991)
- «Христофор Колумб: Завоевание Америки» (англ. Christopher Columbus: The Discovery) (1991)
- «Сила веры» (англ. Leap of Faith) (1992)
- «Дикое сердце» (англ. Untamed Heart) (1993)
- «Моя дочь 2» (англ. My Girl 2) (1994)
- «Просто поворот судьбы» (англ. A Simple Twist of Fate) (1994)
- «Парикмахерша и чудовище» (англ. The Beautician and the Beast) (1997)
- «Освободите Вилли 3» (англ. Free Willy 3: The Rescue) (1997)
- «Истинные ценности» (англ. One True Thing) (1998)
- «Защита свидетеля» (англ. Witness Protection) (1999)
- «Спасти Харрисона» (англ. Harrison's Flowers) (1999)
- «Лиззи Макгуайер» (англ. The Lizzie McGuire Movie) (2002)
- «Джинсы-талисман» (англ. The Sisterhood of the Traveling Pants) (2005)
- «Открытое окно» (англ. Open Window) (2006)
- «Обещать — не значит жениться» (англ. He’s Just Not That Into You) (2009)